# Federico Enriques
Federico Enriques (Udine, 3 agosto 1941) è un editore e politico italiano.

## Biografia
Dopo gli studi secondari a Torino e Milano, durante i quali ha diretto il giornale studentesco "la Zanzara", e quelli universitari a Bologna, durante i quali fu Presidente dell'Unione goliardica bolognese, e dopo una breve esperienza come assistente volontario alla cattedra del giurista Pietro Rescigno, ha lavorato alla casa editrice Zanichelli di Bologna, nata nel 1859 e di proprietà della famiglia dal 1946. L'ha diretta dal 1970 al 2006, quando è diventato amministratore delegato. Alla storia della casa ha dedicato il libro Castelli di carte (Bologna, Il Mulino, 2008).
Responsabile di scelte cruciali all'interno della casa editrice, ha contribuito al successo delle antologie di Mario Pazzaglia, della storia di Augusto Camera e Renato Fabietti, del corso di geografia di Gianni Sofri, e dei vocabolari, come lo Zingarelli di italiano, il Giuseppe Ragazzini di inglese o il Raoul Boch di francese, ancora oggi tra i più diffusi.
È nipote del matematico Federigo Enriques, figlio di Giovanni e fratello di Lorenzo Enriques, entrambi editori.
Alle politiche del 2006 è stato eletto senatore in Emilia-Romagna, con il partito Democratici di Sinistra.

Non si è presentato alle elezioni politiche del 2008.
Ha fatto parte della 5ª commissione permanente Bilancio, della 14ª commissione permanente Politiche dell'Unione Europea e del Comitato Parlamentare Schengen, Europol e immigrazione.